# Heraclia maculipes
Heraclia maculipes är en fjärilsart som beskrevs av Embrik Strand 1911. Heraclia maculipes ingår i släktet Heraclia och familjen nattflyn. Inga underarter finns listade i Catalogue of Life.